# Пограничное состояние
Пограни́чное состоя́ние, пограни́чный синдро́м, пограни́чный у́ровень — относительно слабый уровень выраженности психического расстройства, не доходящий до уровня выраженной патологии. В психоаналитической традиции термин у́же и подразумевает под собой уровень развития организации личности более «нарушенный», чем невротический, но менее «нарушенный», чем психотический. В этом значении термин «пограничное состояние» был введен в 1953 году Робертом Найтом (англ. Robert Knight).
Пограничные состояния являются предметом исследования нейрофизиологии и медицины пограничных состояний. Пограничные состояния представлены синдромами психосоматических, невротических, неврозоподобных и неглубоких аффективных расстройств, а также аморфными изменчивыми флуктуирующими симптомокомплексами с различной мозаикой из нерезко выраженных психических, нейроэндокринных, нейровегетовисцеральных и нейроиммунных расстройств. Осевое расстройство и базовое переживание у пациентов с пограничными состояниями (симптомокомплексами, по меньшей мере) проявляются психофизическим дискомфортом. Симптомокомплексы пограничных состояний, соответствующие данному определению, оформляют клинику диатезов (конституционально обусловленных нарушений адаптации), «зарниц», предболезненных (донозологических) расстройств здоровья, ремиссий различных хронических болезней.

## Диагностика
В психоаналитическом подходе принято считать, что для пограничного состояния характерен ряд признаков, по которым его можно диагностировать:
1. «Тестирование реальности» — человек в пограничном состоянии (в отличие от человека в состоянии психоза) способен понимать реальность: опираться на здравый смысл, опыт, учитывать мнение других людей и проводить границу между объективным и субъективным.
2. Интенсивный контрперенос — у терапевта возникают сильные эмоциональные реакции на пациента с пограничным расстройством. Даже если это позитивно окрашенные реакции, они могут сильно выбивать пациента из колеи.
3. Примитивные защитные механизмы — в отличие от людей с нарушениями невротического уровня, люди в пограничных состояниях склонны использовать примитивные психологические защиты, такие как отрицание, расщепление Эго, Всемогущий контроль и другие[1].

Понятие в значительной степени совпадает с понятием «Пограничное расстройство личности», присутствующим в МКБ-10 и DSM-IV.